# Töpfereimuseum Langerwehe
Das Töpfereimuseum befindet sich in Langerwehe im Kreis Düren, Nordrhein-Westfalen.
In Langerwehe werden heute noch mehrere Töpfereien betrieben. Die Geschichte der Wehter Döppesbäcker (Langerweher Töpfer) ist im Töpfereimuseum festgehalten.
Die Gemeinde kaufte in den 1930er Jahren den alten Pfarrhof. Er sollte zur Ausstellung der Sammlung Josef Schwarz dienen. Der Wiederaufbau wurde durch den Zweiten Weltkrieg unterbrochen. 1950 ging es weiter. Neben der Ausstellung wurden jetzt auch eine Werkstatt und ein Vortragssaal konzipiert. Ab 1975 wird das bis dahin ehrenamtlich geführte Museum durch einen hauptamtlichen Wissenschaftler geführt.
Im Museum werden Informationen zum gefährlichen Tonabbau unter Tage und dem riskanten Brand im Steinzeugofen gegeben. Insgesamt geben acht Räume Auskunft über die vielfältigen Produkte und Techniken der Tonbe- und -verarbeitung.
Neben der ständigen Ausstellung finden viele regelmäßige Veranstaltungen statt, z. B. der Töpfermarkt. Im besonderen Ambiente des Museums nimmt die Gemeinde auch Trauungen vor.